# Cup-Dämpfer

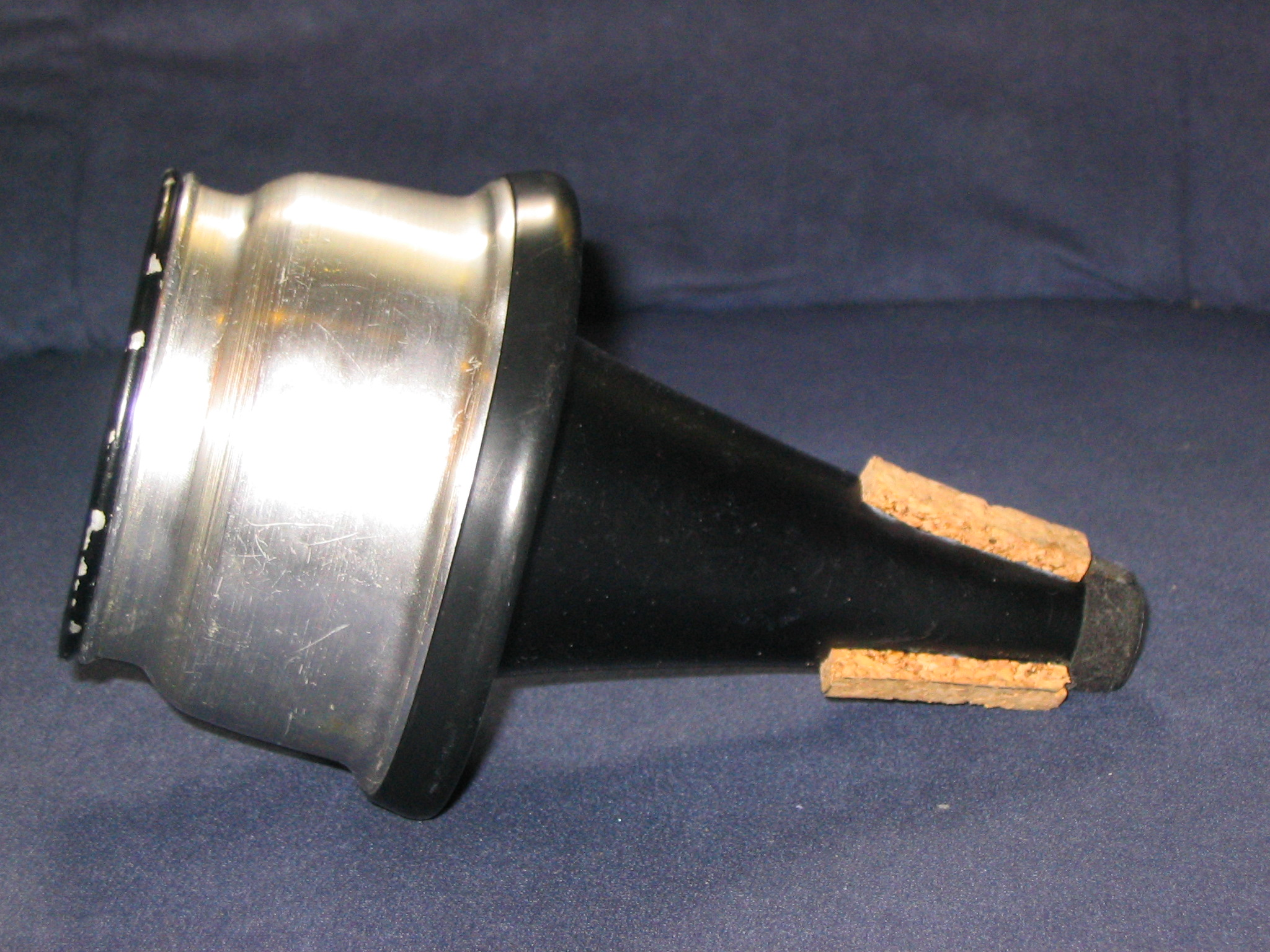
Cup

Ein Cup-Dämpfer (kurz Cup) ist eine Dämpferform für Blechblasinstrumente, in erster Linie für Posaune und Trompete. Der Cup-Dämpfer wird vorwiegend im Jazz verwendet. Bei einigen Varianten lässt sich ein Teil des Dämpfers verschieben, so dass verschiedene Klangcharakteristiken erreicht werden können. Er besteht meistens aus Metall, aber auch aus (glasfaserverstärktem) Kunststoff.